# 杉浦次郎
杉浦 次郎（すぎうら じろう、2月8日 - ）は、日本の漫画家、同人作家。男性。
『ヤングチャンピオン烈』（秋田書店）で『おさなづま』、『つぼみ』（芳文社）で『わんらぶ』を不定期連載。『コミックフラッパー』（KADOKAWA）にて、2019年9月号から『僕の妻は感情がない』を連載。

## 作品リスト
- 『ひよこのたまご』2007年4月25日発売（裏次郎名義）、茜新社〈TENMACOMICS LO〉、ISBN 978-4-87182-910-6
- 『ちぃさな恋ゴコロ』2008年7月17日発売（裏次郎名義）、茜新社〈TENMACOMICS LO〉、ISBN 978-4-86349-010-9
- 『俺の嫁メモリアル』2012年4月27日発売、茜新社〈TENMACOMICS LO〉、ISBN 978-4-86349-288-2
- 『わんらぶ』 2012年11月12日発売[3]、芳文社〈まんがタイムKRコミックス つぼみシリーズ〉、ISBN 978-4-8322-4222-7
- 『僕の妻は感情がない』 2020年 - 、KADOKAWA〈MFコミックス〉、既刊8巻
- 『ニセモノの錬金術師』 2020年 - 連載中
2023年6月より、うめ丸の作画により商業連載開始。